# Epicauta brevipennis
Epicauta brevipennis es una especie de coleóptero de la familia Meloidae.

## Distribución geográfica
Habita en el sur de África.